# 路易斯·蘭卡斯特
路易斯·蘭卡斯特（Louis Lancaster，1981年10月9日—）是一名英格蘭足球教練。他畢業於巴斯大學，擁有體育指導及訓練科學的英國國家高級文憑，也獲得歐洲足聯職業證照及菁英教練證照。於2019年1月首次擔任一級成人隊總教練，執教中華台北男子足球代表隊，執教期間取得1勝2和6敗的戰績，同年12月由於戰績因素遭解約。
他的執教生涯從一個由其父母經營的地方球隊開始，隨後任職於 、等隊。他在瓦特福開始接觸到許多菁英球員，包括當年於瓦特福青年隊踢球的英格蘭國腳杰登·桑喬。

## 生涯
他出生於倫敦巴金，成長於哈特菲爾德。青年時期投入足球運動，但未獲得職業球隊的青睞，而在半職業的韋林花園市、哈特福、伯克翰斯德及踢球。
2011年，他獲頒英格蘭足球總會菁英教練獎項，並在兩年後獲得歐洲足聯職業證照。此後跟著於教練課程結識的蓋瑞·懷特來到中甲聯賽上海申鑫及中華台北男子足球代表隊執教。
懷特從中華台北隊離任不久後，蘭卡斯特投入了中華台北隊新任教練的遴選，並從曾帶領菲律賓首次闖進亞洲盃會內賽的杜利（Thomas Dooley）、曾教出中華隊選手殷亞吉的青訓教練布里托（Michel Brito）、由宏都拉斯駐台大使謝拉（Rafa Sierra）所推薦的前宏都拉斯國腳克魯茲（Arnold Cruz）及臨時接替懷特擔任中華隊東亞盃總教練的王家中競爭中脫穎而出，於2019年1月18日正式被任命為新一任中華台北男子足球代表隊主教練。他接任中華男足後，於2019年3月份迎來了首個國際比賽周，率領中華男足先後與緬甸男足及索羅門男足對陣，兩場比賽繳出了0－0平手與0－1輸球的成績。到了6月中華男足先於6日與尼泊爾國家足球隊在高雄龍騰體育場以1－1戰平，接著11日與香港足球代表隊在香港旺角大球場的比賽以2－0勝出，這場比賽既是蘭卡斯特執教的首勝，亦是中華男足52年來首次贏過香港。9月及10月則於2022年世足資格賽亞洲第二輪以1－2、0－2、1－7敗於約旦、尼泊爾及澳洲，11月的2022年世足資格賽9－0、5－ 0輸了科威特及約旦，總計1勝2和6敗的戰績令中華民國足球協會在2019年12月5日的選訓委員會檢討上決議將於同年12月31日提前結束原訂於隔年1月31日到期的合約
從中華隊離職後，他於2020年2月獲美國國家女子足球聯賽Utah Royals FC聘助理教練。

## 成就
他的得意門生是目前效力於多特蒙德的英格蘭新星杰登·桑喬，兩人曾合作過三年，且仍然保持聯絡。

## 外部連結
- 路易斯·蘭卡斯特的X（前Twitter）